# Hassel, Luxemburg
Hassel är en ort i Luxemburg.   Den ligger i distriktet Luxemburg, i den södra delen av landet, 9 kilometer sydost om huvudstaden Luxemburg. Hassel ligger 282 meter över havet och antalet invånare är 436.
Terrängen runt Hassel är huvudsakligen platt, men österut är den kuperad.  Runt Hassel är det ganska tätbefolkat, med 93 invånare per kvadratkilometer.. Närmaste större samhälle är Luxemburg, 9,0 kilometer nordväst om Hassel. 
Trakten runt Hassel består till största delen av jordbruksmark.